# Hartung Fuchs von Dornheim

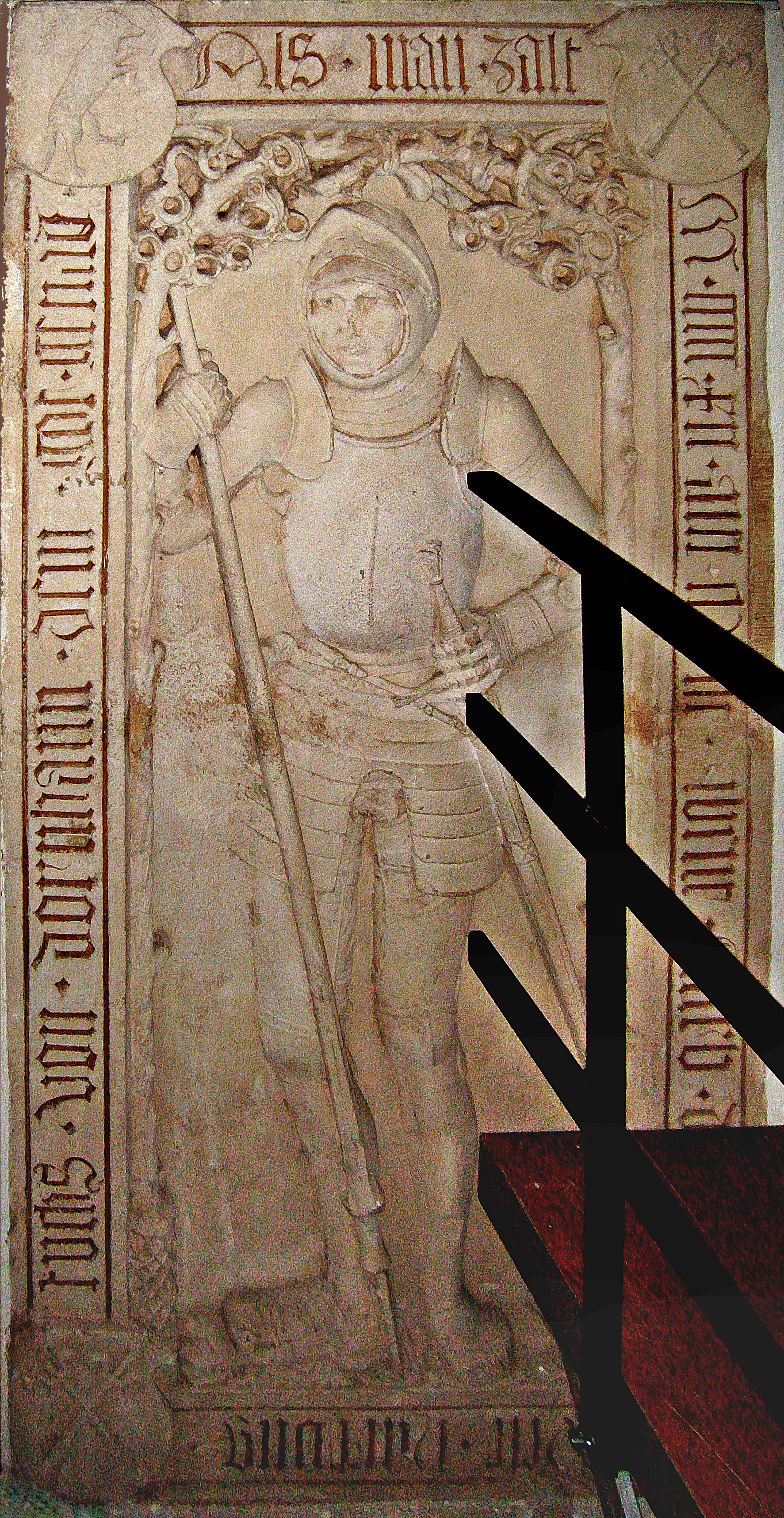
Hartung Fuchs von Dornheim († 1512), Hofmeister des Fürstbischofs von Speyer, Epitaph in der Stiftskirche (Landau in der Pfalz). Rechts oben das mütterliche Wappen der Herren von Venningen

Hartung Fuchs von Dornheim, auch Hartmann Fuchs von Dornheim (* um 1450; † 24. Dezember 1512 in Landau/Pfalz) war Hofmeister und Diplomat im Dienst der Fürstbischöfe von Speyer.

## Abstammung
Er entstammte dem fränkischen Adelsgeschlecht der Fuchs von Dornheim. Der Namenszusatz der Linie Dornheim bezieht sich auf den gleichnamigen Ortsteil von Iphofen in Unterfranken. Zuweilen setzte der Adelige seinem Namen auch das Prädikat zu Neidenfels bei, was auf die Familienburg Neidenfels bei Satteldorf hinwies.
Hartung Fuchs von Dornheim war der Sohn des Georg Fuchs von Dornheim zu Neidenfels und Burleswagen sowie dessen Gattin Christina von Venningen. Sein Bruder Hans Fuchs von Dornheim zu Burleswagen heiratete Catharina von Schwarzenberg und wirkte als fürstbischöflicher Marschall bzw. Hofmeister im Hochstift Würzburg.

## Leben und Wirken
Schon unter dem Speyerer Bischof Ludwig von Helmstatt (1478 bis 1504) amtierte Hartung Fuchs von Dornheim als Hofmeister. 1502 war er maßgeblich an der Niederschlagung des Bundschuhaufstandes im Bistum beteiligt. Bei Überführung der Leiche Helmstatts, von Udenheim nach Speyer, ging er am 24. August 1504, zusammen mit des Oberhirten Neffen und Nachfolger Philipp von Rosenberg, im feierlichen Trauerzug. Auch bei diesem Nachfolger blieb Fuchs von Dornheim in der Hofmeisterposition. Bei dessen Weihe, am 9. Februar 1505 im Speyerer Dom, brachten er und der Amtmann Erhard von Helmstatt zum Offertorium je eine vergoldete und eine versilberte Semmel zum Altar. Unter beiden Bischöfen bekleidete der Adelige eine enge Vertrauensstelle und galt als einflussreicher Berater. Bischof Philipp von Rosenberg entsandte ihn 1510 als seinen Vertreter zum Reichstag nach Augsburg. Hartung Fuchs von Dornheim war von 1505 bis zu seinem Tod Inhaber der hochstiftlich speyerischen Mannlehen zu Kandel (122 Morgen Ackerfläche und 22 Morgen Wiesen) sowie in Hatzenbühl (Korngülte von 40 Maltern). Überdies besaß er ein bischöfliches Burgmannslehen zu Lauterburg (Haus mit Hof und Garten, sowie das Bienwaldrecht).
Der Adelige starb 1512 in Landau (Pfalz) und wurde in der dortigen Stiftskirche beigesetzt. Hier erhielt er im Chor ein prachtvolles Epitaph, auf dem er als Relieffigur in Rüstung abgebildet ist. Auf dem Stein sind auch die Familienwappen der Fuchs von Dornheim und der Herren von Venningen vorhanden. Außerdem ist der Christabend 1512 als Todestag genannt.
In dem historischen Roman Der Schwur der Jungfrauen von Katerina Timm (Ullstein eBooks, 2011, ISBN 3-8437-0079-6) taucht der bischöfliche Hofmeister Hartung Fuchs von Dornheim mehrfach als Figur der Handlung auf.